# Dolichobostrychus angustus
Dolichobostrychus angustus är en skalbaggsart som först beskrevs av Steinheil 1872.  Dolichobostrychus angustus ingår i släktet Dolichobostrychus och familjen kapuschongbaggar. Inga underarter finns listade i Catalogue of Life.

## Bildgalleri

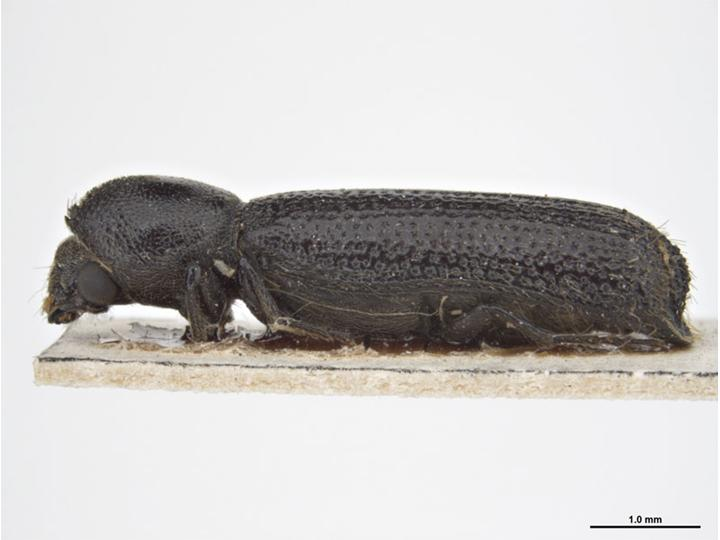